# Cholo Dindurra
José Manuel Sánchez-Dindurra Álvarez (Gijón, Asturias, España, 3 de abril de 1919-ib., 27 de diciembre de 1971), conocido como Cholo Dindurra, fue un futbolista y entrenador de fútbol español. Jugaba como delantero y el principal equipo a lo largo de su carrera deportiva fue el Real Sporting de Gijón, con el que disputó un total de 278 encuentros y anotó un total de 69 goles, entre ellos el número 100 del equipo en Primera División.

## Trayectoria
Empezó a jugar al fútbol en el equipo del Colegio San Viator de Infiesto, en el que estudió de niño y, tras la guerra civil española, se incorporó al Real Sporting de Gijón con el que intervino en siete partidos del Campeonato Regional de Asturias de la temporada 1939-40. Por motivos de estudios, hubo de trasladarse a Madrid y fichó por el Real Madrid C. F., donde jugó lo que quedaba de esa temporada y un año más, sin demasiado éxito a causa de una enfermedad, pues tan sólo intervino en cuatro partidos.
En 1941, regresó de nuevo al Sporting, que militaba en Segunda División, y en la temporada 1942-43 jugó en el Real Oviedo. A continuación, volvió a incorporarse a la plantilla sportinguista, donde permaneció hasta el año 1953. Estando aún en activo, en 1951, se le rindió homenaje en un partido frente al Múnich 1860. Disputó sus dos últimas temporadas en activo con el Real Avilés C. F. donde, en 1955, se retiró definitivamente.
Posteriormente, utilizó el título de entrenador regional que había sacado en 1951 y dirigió, entre otros equipos, al propio Real Avilés en la temporada 1961-62 o al Pelayo C. F. de Jove.

## Clubes
| Club                   | País   | Año       |
| ---------------------- | ------ | --------- |
| Real Sporting de Gijón | España | 1939      |
| Real Madrid C. F.      | España | 1940-1941 |
| Real Sporting de Gijón | España | 1941-1942 |
| Real Oviedo            | España | 1942-1943 |
| Real Sporting de Gijón | España | 1943-1953 |
| Real Avilés C. F.      | España | 1953-1955 |